# Nuevo Campeche
Nuevo Campeche är en ort i Mexiko.   Den ligger i kommunen Escárcega och delstaten Campeche, i den östra delen av landet, 900 km öster om huvudstaden Mexico City. Nuevo Campeche ligger 100 meter över havet och antalet invånare är 484.
Terrängen runt Nuevo Campeche är platt, och sluttar västerut. Runt Nuevo Campeche är det glesbefolkat, med 11 invånare per kvadratkilometer. Nuevo Campeche är det största samhället i trakten. I omgivningarna runt Nuevo Campeche växer i huvudsak städsegrön lövskog.